# Olympische Jugend-Sommerspiele 2018/Teilnehmer (Moldau)
| Gelbes Symbol für Goldmedaillen mit stilisierten Olympischen Ringen | Graues Symbol für Silbermedaillen mit stilisierten Olympischen Ringen | Braundes Symbol für Bronzemedaillen mit stilisierten Olympischen Ringen |
| ------------------------------------------------------------------- | --------------------------------------------------------------------- | ----------------------------------------------------------------------- |
| 2                                                                   | —                                                                     | —                                                                       |

Die Jugend-Olympiamannschaft der Republik Moldau für die III. Olympischen Jugend-Sommerspiele vom 6. bis 18. Oktober 2018 in Buenos Aires (Argentinien) bestand aus 17 Athleten.

## Athleten nach Sportarten

### Badminton
| Mädchen - Vlada Ginga Einzel: 9. Platz Mixed: 5. Platz (im Team Epsilon) | Jungen - Cristian Savin Einzel: 17. Platz Mixed: 5. Platz (im Team Sigma) |

### Bogenschießen
Mädchen
- Milena Gațco
Einzel: 17. Platz
Mixed: 17. Platz (mit Jason Hurnall  Australien)

### Judo
| Mädchen - Paulina Turcan Klasse bis 44 kg: 13. Platz Mixed: 5. Platz (im Team Moskau) | Jungen - Alin Bagrin Klasse bis 100 kg: 5. Platz Mixed: 5. Platz (im Team Los Angeles) |

### Leichtathletik
Mädchen
- Nina Căpățînă
Kugelstoßen: 4. Platz

### Moderner Fünfkampf
Jungen
- Alex Vasilianov
Einzel: 16. Platz
Mixed: 9. Platz (mit Martina Armanazqui  Argentinien)

### Ringen
| Mädchen - Maria Leorda Freistil bis 43 kg: 6. Platz - Irina Rîngaci Freistil bis 57 kg: 4. Platz | Jungen - Alexandrin Guțu Griechisch-römisch bis 71 kg: Gold |

### Rudern
Jungen
- Ivan Corsunov
Einer: 6. Platz

### Schießen
Jungen
- Kirill Ușanlî
Luftpistole 10 m: 13. Platz
Mixed: 6. Platz (mit Greta Rankelytė  Litauen)

### Schwimmen
- 4 × 100 m Lagen Mixed: 20. Platz

| Mädchen - Tatiana Salcuțan 50 m Rücken: 24. Platz 100 m Rücken: 8. Platz 200 m Rücken: Gold - Anastasia Moscenscaia 50 m Brust: 18. Platz 100 m Brust: 24. Platz 200 m Brust: 31. Platz | Jungen - Ivan Semidetnov 50 m Freistil: 35. Platz - Nichita Bortnicov 200 m Lagen: 19. Platz |

### Tischtennis
Jungen
- Vladislav Ursu
Einzel: 17. Platz
Mixed: 5. Platz (mit Aleksandra Vovk  Slowenien)